# 5. tankovska armada (Wehrmacht)
Za druge 5. armade glejte 5. armada.
5. tankovska armada je bila tankovska armada v sestavi Heera (Wehrmacht) med drugo svetovno vojno.

## Zgodovina
5. tankovska armada je bila ustanovljena 8. decembra 1942 s preoblikovanjem LXXXX. Armeekorps. Armada je kapitulirala 12. maja 1943 v Tunisu (Tunizija).
Armada je bila ponovno ustanovljena 5. avgusta 1944 s preoblikovanjem Panzergruppe West. Nato se je bojevala na zahodni fronti, dokler ni 17. aprila 1945 kapitulirala.

## Vojna služba
| Datum                      | Nadrejeno poveljstvo                         | Področje (vir) |
| januar - marec 1943        | Vrhovni poveljnik »Jug«                      | Afriška fronta |
| marec - maj 1943           | Armadna skupina Afrika                       | Afriška fronta |
| februar - maj 1944         | Armadna skupina D                            | Zahodna fronta |
| maj 1944                   | Vrhovno poveljstvo oboroženih sil Wehrmachta | Zahodna fronta |
| junij - september 1944     | Armadna skupina B                            | Zahodna fronta |
| september - november 1944  | Armadna skupina G                            | Zahodna fronta |
| november 1944 - april 1945 | Armadna skupina B                            | Zahodna fronta |

## Organizacija

### Stalne enote
1943
- Panzer-Armee-Nachrichten-Regiment 5

1944
- Höh. Arko 309
- Korück Pz.AOK. 5
- Panzer-Armee-Nachrichten-Regiment 5

17. december 1942
- 10. tankovska divizija
- Divizija von Broich
- 20. protiletalska divizija
- Divizija Imperiali

1. januar 1943
- 10. tankovskogrenadirska divizija
- Divizija General Göring
- 334. pehotna divizija

9. april 1943
- Divizija General Göring
- 334. pehotna divizija
- 1. pehotna divizija »Superga«

15. julij 1944
- XXXXVII. Armeekorps
- II. SS-Panzerkorps
- I. SS-Panzerkorps
- LXXXVI. Armeekorps

13. oktober 1944
- XXXXVII. Armeekorps
- LVIII. Armeekorps

19. februar 1945
- LXVI. Armeekorps
- LVIII. Armeekorps
- LXXIV. Armeekorps

## Poveljstvo
Poveljnik
- General artilerije Heinz Ziegler (3. december 1942 - 20. februar 1943)
- Generalpolkovnik Hans-Jürgen von Arnim (20. februar 1943 - 28. februar 1943)
- General tankovskih enot Gustav von Värst (28. februar 1943 - 9. maj 1943)
- General tankovskih enot Heinrich Eberbach (2. julij 1944 - 9. avgust 1944)
- SS-Oberstgruppenführer Josef Dietrich (9. avgust 1944 - 9. september 1944)
- General tankovskih enot Hasso von Manteuffel (9. september 1944 - 8. marec 1945)
- Generalpolkovnik Josef Harpe (8. marec 1945 - 17. april 1945)